# Терендеельвен
Теренде або Терендеельвен (швед. Tärendö älv, мянкіелі Täränönväylä) — невелика річка, що є притокою Каліксельвен у Норботтені, Швеція.
Це друга за величиною біфуркації у світі (поступається лише каналу Касік'яре, Південна Америка).
Терендеельвен відгалужується від річки Турнеельвен в муніципалітеті Паяла, біля села Юносуандо, на висоті 210 м над рівнем моря. Вона забирає понад 50 % води в річці Турнеельвен.
Тече на південний схід 52 км, повз Лаутакоскі та Коїджуніемі, потім впадає до Каліксельвен біля села Терендо на висоті 160 м над рівнем моря.
Притоками Терендеельвен є Мерас, Леппе, Сайтта та річка Юккас.
Як і багато інших річок Північного Калотту і Норрланду, річка популярна для риболовлі.